# Prodidomus amaranthinus
Prodidomus amaranthinus là một loài nhện trong họ Gnaphosidae.
Loài này thuộc chi Prodidomus. Prodidomus amaranthinus được miêu tả năm 1846 bởi Lucas.